# آیدا سارگسیان
آیدا سارگسیان (ارمنی: Աիդա Սարգսյան؛ انگلیسی: Aida Sargsyan زادهٔ ۱۸ دسامبر ۱۹۷۴) خواننده اهل ارمنستان بود. که از سال ۱۹۹۱ میلادی تا کنون مشغول فعالیت می‌باشد.

## زندگی‌نامه
وی در ۱۸ دسامبر ۱۹۷۴ در ایروان به دنیا آمد . همچنین برندهٔ جوایزی همچون مدال موسس خورناتسی (۲۰۱۰) شده است.